# Flávio Capuleto
Flávio Capuleto, pseudónimo literário de Flávio Luís de Jesus Costa (vila de São Roque, concelho de Oliveira de Azeméis (distrito de Aveiro, 29 de novembro de 1942) é um escritor português.

## Carreira
Autodidata, são precários os seus estudos liceais, que abandona para entregar-se a várias ocupações: escriturário, avicultor, vendedor de livros, apreciador de arte antiga e colecionador de velharias.
Em agosto de 1963, a bordo do paquete Niassa, embarca para Angola como elemento da Companhia de Polícia Militar 497, no qual ganha a Medalha Comemorativa das Campanhas do Norte de Angola, apesar de se opor à guerra (no caso, a Guerra de Independência de Angola). De regresso, começa a publicar (edições de autor) e a vender diretamente ao público os seus livros. Escreve cerca de uma dúzia de romances.
Em 2012, publica, através do Clube do Autor, o romance histórico No Calor dos Trópicos, que narra episódios dramáticos da escravatura negra no Brasil, já no seu declínio. Em 2014 lança o romance de ficção Inferno no Vaticano pela Guerra e Paz Editores, que acabou por fazer parte do Clube do Livro SIC. A história, que se desenrola nos bastidores do Vaticano, onde conservadores e reformistas travam acesos debates pela disputa de um fantástico tesouro templário de lingotes de ouro encontrado nas catacumbas de São Pedro.
Em 2015, novamente através da Guerra e Paz Editores, publica Amar Não é Pecado, um romance que aborda temas polémicos da Igreja Católica, como o celibato dos padres, o suposto amor de Jesus por Maria Madalena e os evangelhos gnósticos. 

## Obras publicadas[a]
- No Calor dos Trópicos, romance histórico, Clube do Autor, 2012 (ISBN: 978-989-8452-99-3)
- Inferno no Vaticano, romance de ficção, Guerra e Paz, 2014[2] (ISBN: 978-989-702-092-6)
- Amar não é Pecado, romance de ficção, Guerra e Paz, 2015 (ISBN: 978-989-702-130-5)